# Flip (Eiskunstlauf)
Der Flip ist ein Sprung im Eiskunstlauf.

## Durchführung
Der Läufer bewegt sich zunächst rückwärts auf der linken Innenkante. Er beugt das linke Knie sehr stark und führt den rechten Arm und das rechte Bein nach hinten. Der Läufer tippt – wie beim Toeloop – mit der Zacke des rechten Schlittschuhs aufs Eis. Dann streckt er die Beine, was ihm den Schwung in die Luft verleiht. Dazu schraubt er den Oberkörper in Drehrichtung und schließt die Arme vor dem Oberkörper. Der Flip ist dem Lutz sehr ähnlich. Der Unterschied besteht darin, dass der Flip von der Einwärtskante, der Lutz von der Auswärtskante abgesprungen wird.

## Geschichte
Bei der Eiskunstlauf-Weltmeisterschaft 2010 in Turin versuchte der spätere japanische Sieger Daisuke Takahashi als erster Mensch in einem Wettbewerb einen vierfachen Flip, der allerdings auf Grund unvollständiger vierter Drehung auf einen dreifachen Flip abgewertet wurde.
Am 22. April 2016 landete der Japaner Shoma Uno beim Team Challenge Cup 2016 in Spokane als erster Eiskunstläufer einen vierfachen Flip erfolgreich in einem internationalen Wettbewerb.